# Birkenau (Odenwald)
Birkenau (Odenwald) é um município da Alemanha, situado no distrito de Bergstrasse, no estado de Hesse. Tem 24,56 km² de área, e sua população em 2019 foi estimada em 9.873 habitantes.